# Fitzbek
Fitzbek est une commune allemande du Schleswig-Holstein, située dans l'arrondissement de Steinburg (Kreis Steinburg), à sept kilomètres au nord-est de la ville de Kellinghusen. Fitzbek est l'une des 19 communes de l'Amt Kellinghusen dont le siège est à Kellinghusen.